# Esther Brandová
Esther Cornelia Brand, rozená Esther van Heerden (29. září 1922 Springbok, Severní Kapsko – 20. června 2015) byla jihoafrická atletka, olympijská vítězka ve skoku do výšky.
V roce 1952 reprezentovala na Letních olympijských hrách v Helsinkách, kde zvítězila výkonem 167 cm. Stříbro získala Sheila Lerwillová z Velké Británie za 165 cm a bronz všestranná atletka Alexandra Čudinová ze Sovětského svazu, která zdolala 163 cm. Brandová rovněž zkoušela uspět v hodu diskem, v kvalifikaci však skončila na posledním, 20. místě, když od kvalifikačního limitu ji dělilo 182 centimetrů.